# Mistrovství světa ve veslování 1966

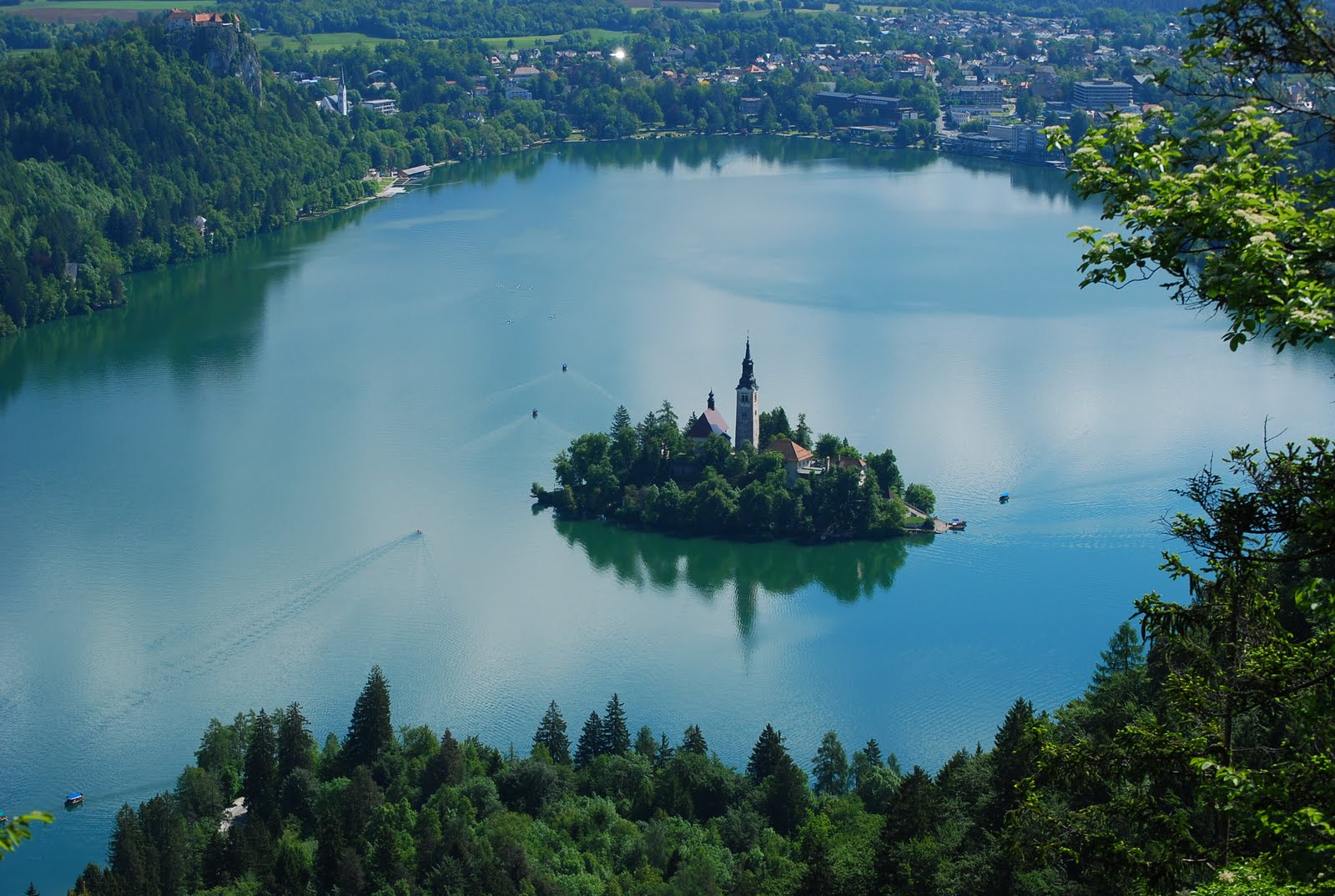
Bledské jezero, dějiště šampionátu – vlevo nahoře je loděnice

Mistrovství světa ve veslování 1966 byl v pořadí 2. šampionát. Konal se na Bledském jezeře ve slovinském Bledu.

## Medailové pořadí
| Pořadí | Země             | Zlato | Stříbro | Bronz | Celkem |
| ------ | ---------------- | ----- | ------- | ----- | ------ |
| 1      | Východní Německo | 3     | 0       | 2     | 5      |
| 2      | Nizozemsko       | 1     | 1       | 1     | 3      |
| 3      | USA              | 1     | 1       | 0     | 2      |
| 4      | Západní Německo  | 1     | 0       | 1     | 2      |
| 5      | Švýcarsko        | 1     | 0       | 0     | 1      |
| 6      | Sovětský svaz    | 0     | 3       | 1     | 4      |
| 7      | Rakousko         | 0     | 1       | 0     | 1      |
| 7      | Francie          | 0     | 1       | 0     | 1      |
| 9      | Itálie           | 0     | 0       | 1     | 1      |
| 9      | Jugoslávie       | 0     | 0       | 1     | 1      |
| Celkem | Celkem           | 7     | 7       | 7     | 21     |

## Přehled medailí

### Mužské disciplíny
| Disciplína                  | Zlato | Čas | Stříbro | Čas | Bronz | Čas |
| Skif M1x                    | USA Donald Spero |     | Nizozemsko Jan Wienese |     | Západní Německo Jochen Meißner |     |
| Dvojskif M2x                | Švýcarsko Melchior Bürgin Martin Studach                                                                                                  |     | USA Seymour Cromwell James Storm |     | Východní Německo Manfred Haake Jochen Brückhändler |     |
| Dvojka bez kormidelníka M2- | Východní Německo Peter Kremtz Roland Göhler                                                                                               |     | Rakousko Dieter Losert Dieter Ebner |     | Sovětský svaz Viktor Suslin Boris Fjodorov |     |
| Dvojka s kormidelníkem M2+  | Nizozemsko Hadriaan van Nes Jan van de Graaff Poul de Haan                                                                                |     | Francie Jacques Morel Georges Morel Gilles Florent |     | Itálie Primo Baran Renzo Sambo Enrico Pietropolli |     |
| Čtyřka bez kormidelníka M4- | Východní Německo Frank Forberger Frank Rühle Dieter Grahn Dieter Schubert                                                                 |     | Sovětský svaz Zigmas Jukna Antanas Bagdonavičius Vladimir Sterlik Josanas Jagelavičius                                                                         |     | Nizozemsko Maarten Kloosterman Roelof Luynenburg Eric Niehe Rudolf Stokvis                                                                                 |     |
| Čtyřka s kormidelníkem M4+  | Východní Německo Hanno Melzer Horst Bagdonat Helmut Hänsel Karl-Heinz Grzeschuchna Klaus-Dieter Ludwig                                    |     | Sovětský svaz Anatolij Tkačuk Vitalij Kurcenko Boris Kuzmin Vladimir Jevsejev Anatolij Losgin                                                                  |     | Jugoslávie Boris Ercegovic Predrag Savic Ivo Juginovic Frane Kazija Ljubomir Curovic                                                                       |     |
| Osma M8+                    | Západní Německo Horst Meyer Dirk Schreyer Michael Schwan Ulrich Luhn Peter Hertel Rüdiger Henning Lutz Ulbricht Peter Kuhn Peter Niehusen |     | Sovětský svaz Jurij Chodorov Andris Prieditis Alexandr Martyškin Arkadij Kudinov Elmars Rubins Vladimir Rikkonen Viktor Suslin Pavel Iljinskij Viktor Michejev |     | Východní Německo Joachim Böhmer Wolfgang Schulz Jörg Lucke Kurt Wunderlich Erich Wunderlich Klaus-Dieter Bähr Peter Hein Heinz-Jürgen Bothe Hartmut Wenzel |     |